# Planète Terre (album de Louise Attaque)
Pour les articles homonymes, voir Planète Terre.
Albums de Louise Attaque
Anomalie
(2016)
Singles
1. Sortir de l'ordinaire
Sortie : 6 septembre 2022
2. La frousse
Sortie : 7 octobre 2022
3. Nous, on veut vivre nous (I Want it All) (avec Texas)
Sortie : 9 juin 2023
4. Grazie
Sortie : 25 août 2023

Planète Terre est le cinquième album studio du groupe français de rock Louise Attaque sorti le 4 novembre 2022 chez Barclay.
Une réédition de l'album est sortie le 1er septembre 2023 avec 4 titres bonus.
L'album est écrit, composé et préparé en vingt-cinq jours à Arles chez Arnaud Samuel avant l'enregistrement.

## Liste des titres de l'album
| 1.  | Sortir de l'ordinaire          | 3:38 |
| 2.  | La Frousse                     | 4:12 |
| 3.  | Réglages d'origine             | 3:34 |
| 4.  | De soi-même                    | 3:51 |
| 5.  | Nous, on veut vivre nous       | 3:16 |
| 6.  | Nous n'aurons peur de rien     | 2:52 |
| 7.  | Dézipper                       | 3:22 |
| 8.  | Pas se voir                    | 2:28 |
| 9.  | Mon cher, aujourd'hui ma chère | 2:57 |
| 10. | Lumière du soir                | 1:37 |
| 11. | Lumière du jour                | 1:55 |

| 1. | Nous, on veut vivre nous (I Want it All) (avec Texas) | 3:15 |
| 2. | Tu t'en vas                                           | 3:20 |
| 3. | Grazie                                                | 3:05 |
| 4. | Avec toi                                              | 3:35 |